# Saison 7 de The Closer : L.A. enquêtes prioritaires
Chronologie
Saison 6
Cet article présente les vingt-et-un épisodes de la septième saison de la série télévisée américaine The Closer : L.A. enquêtes prioritaires.

## Distribution

### Acteurs principaux
- Kyra Sedgwick (VF : Élisabeth Fargeot) : Chef-adjoint Brenda Leigh Johnson
- J. K. Simmons (VF : Bernard Tiphaine) : Chef Will Pope
- Corey Reynolds (VF : Laurent Mantel) : Sergent puis inspecteur David Gabriel
- G. W. Bailey (VF : Jean-Claude De Goros) : Lieutenant Louie Provenza
- Robert Gossett (VF : Benoît Allemane) : Commandant Russell Taylor
- Anthony John Denison (VF : Erik Colin) : Lieutenant Andy Flynn
- Jon Tenney (VF : Bernard Lanneau) : Agent spécial Fritz Howard
- Michael Paul Chan (VF : Olivier Destrez) : Lieutenant Michael Tao
- Raymond Cruz (VF : Jérôme Rebbot) : Inspecteur Julio Sanchez
- Phillip P. Keene (VF : Patrick Delage) : Buzz Watson
- Mary McDonnell (VF : Christine Pâris) : Capitaine Sharon Raydor

Adaptation française : Jean-Yves Jaudeau et Dominique Vendeville.

### Acteurs récurrents
- Jonathan Del Arco : Dr Morales
- Courtney B. Vance : Chef Delk
- Mark Pellegrino : Gavin Q. Baker
- Curtis Armstrong : Peter Goldman

## Liste des épisodes

### Épisode 1:Gansta Rap
- États-Unis : 11 juillet 2011 sur TNT[1]
- Québec : 3 janvier 2013 sur Séries+
- France : 29 avril 2013 sur France 2

- États-Unis : 7,227 millions de téléspectateurs[2] (première diffusion)
- France : 4,51 millions de téléspectateurs[3] (première diffusion)

### Épisode 2:Un travail d'amateur
- États-Unis : 18 juillet 2011 sur TNT
- Québec : 10 janvier 2013 sur Séries+
- France : 29 avril 2013 sur France 2

- États-Unis : 6,47 millions de téléspectateurs[4] (première diffusion)
- France : 4,2 millions de téléspectateurs[3] (première diffusion)

### Épisode 3:Pour quelques dollars
- États-Unis : 25 juillet 2011 sur TNT
- Québec : 17 janvier 2013 sur Séries+
- France : 6 mai 2013 sur France 2

- États-Unis : 6,15 millions de téléspectateurs[5] (première diffusion)
- France : 4,30 millions de téléspectateurs[6] (première diffusion)

### Épisode 4:Conflit parental
- États-Unis : 1er août 2011 sur TNT
- Québec : 24 janvier 2013 sur Séries+
- France : 13 mai 2013 sur France 2

- États-Unis : 6,553 millions de téléspectateurs[7] (première diffusion)
- France : 4,86 millions de téléspectateurs[8] (première diffusion)

### Épisode 5:Pardonnez-nous nos offenses
- États-Unis : 8 août 2011 sur TNT
- Québec : 31 janvier 2013 sur Séries+
- France : 6 mai 2013 sur France 2

- États-Unis : 6,502 millions de téléspectateurs[9] (première diffusion)
- France : 4,00 millions de téléspectateurs[6] (première diffusion)

- Michael Terry : Chris Wycoff
- Kate Burton : Kate Wycoff

### Épisode 6:Travaux de rénovation
- États-Unis : 15 août 2011 sur TNT
- Québec : 7 février 2013 sur Séries+
- France : 13 mai 2013 sur France 2

- États-Unis : 6,725 millions de téléspectateurs[10] (première diffusion)
- France : 4,80 millions de téléspectateurs[8] (première diffusion)

### Épisode 7:Perdue de vue
- États-Unis : 22 août 2011 sur TNT
- Québec : 14 février 2013 sur Séries+
- France : 20 mai 2013 sur France 2

- États-Unis : 6,573 millions de téléspectateurs[11] (première diffusion)
- France : 5,32 millions de téléspectateurs[12] (première diffusion)

### Épisode 8:Le Baiser de la mort
- États-Unis : 29 août 2011 sur TNT
- Québec : 21 février 2013 sur Séries+
- France : 20 mai 2013 sur France 2

- États-Unis : 6,831 millions de téléspectateurs[13] (première diffusion)
- France : 5,00 millions de téléspectateurs[12] (première diffusion)

- Lela Loren : Maria Flores

### Épisode 9:Daddy dis oui
- États-Unis : 5 septembre 2011 sur TNT
- Québec : 28 février 2013 sur Séries+
- France : 27 mai 2013 sur France 2

- États-Unis : 7,174 millions de téléspectateurs[14] (première diffusion)
- France : 4,99 millions de téléspectateurs[15] (première diffusion)

- Skyler Day : Missy Michaels

### Épisode 10:Enquête en solo
- États-Unis : 12 septembre 2011 sur TNT
- Québec : 7 mars 2013 sur Séries+
- France : 27 mai 2013 sur France 2

- États-Unis : 6,154 millions de téléspectateurs[16] (première diffusion)
- France : 5,00 millions de téléspectateurs[15] (première diffusion)

### Épisode 11:Un mal nécessaire
- États-Unis : 28 novembre 2011 sur TNT[17]
- Québec : 14 mars 2013 sur Séries+
- France : 3 juin 2013 sur France 2

- États-Unis : 5,397 millions de téléspectateurs[18] (première diffusion)
- France : 4,99 millions de téléspectateurs[19] (première diffusion)

- Malcolm David Kelley : Curtis Hill

### Épisode 12:Qui veut la peau du père du Noël?
- États-Unis : 5 décembre 2011 sur TNT
- Québec : 21 mars 2013 sur Séries+
- France : 3 juin 2013 sur France 2

- États-Unis : 4,854 millions de téléspectateurs[20] (première diffusion)
- France : 4,60 millions de téléspectateurs[19] (première diffusion)

### Épisode 13:Sous surveillance
- États-Unis : 12 décembre 2011 sur TNT
- Québec : 28 mars 2013 sur Séries+
- France : 10 juin 2013 sur France 2

- États-Unis : 5,295 millions de téléspectateurs[21] (première diffusion)
- France : 3,91 millions de téléspectateurs[22] (première diffusion)

### Épisode 14:Délit de fuite
- États-Unis : 19 décembre 2011 sur TNT
- Québec : 4 avril 2013 sur Séries+
- France : 10 juin 2013 sur France 2

- États-Unis : 5,812 millions de téléspectateurs[23] (première diffusion)
- France : 3,67 millions de téléspectateurs[22] (première diffusion)

- Aimee-Lynn Chadwick : Kelly Mayers
- Mark Moses : Jay Mayers

### Épisode 15:La Règle Johnson
- États-Unis : 26 décembre 2011 sur TNT
- Québec : 11 avril 2013 sur Séries+
- France : 17 juin 2013 sur France 2

- États-Unis : 6,163 millions de téléspectateurs[24] (première diffusion)
- France : 3,91 millions de téléspectateurs[25] (première diffusion)

### Épisode 16:Intime conviction
- États-Unis : 9 juillet 2012 sur TNT[26]
- Québec : 18 avril 2013 sur Séries+
- France : 17 juin 2013 sur France 2

- États-Unis : 6,145 millions de téléspectateurs[27] (première diffusion)
- France : 3,60 millions de téléspectateurs[25] (première diffusion)

### Épisode 17:Un chien, deux aigles, trois témoins
- États-Unis : 16 juillet 2012 sur TNT
- Québec : 25 avril 2013 sur Séries+
- France : 24 juin 2013 sur France 2

- États-Unis : 6,362 millions de téléspectateurs[28] (première diffusion)

### Épisode 18:Effets secondaires
- États-Unis : 23 juillet 2012 sur TNT
- Québec : 2 mai 2013 sur Séries+
- France : 24 juin 2013 sur France 2

- États-Unis : 5,836 millions de téléspectateurs[29] (première diffusion)

### Épisode 19:Derniers sacrements
- États-Unis : 30 juillet 2012 sur TNT
- Québec : 9 mai 2013 sur Séries+
- France : 1er juillet 2013 sur France 2

- États-Unis : 5,766 millions de téléspectateurs[30] (première diffusion)

- Sandy Martin : Mme Wellingham

### Épisode 20:Réponses armées
- États-Unis : 6 août 2012 sur TNT
- Québec : 16 mai 2013 sur Séries+
- France : 8 juillet 2013 sur France 2

- États-Unis : 6,002 millions de téléspectateurs[31] (première diffusion)

- Kira Sternbach : Jenna Bateman

### Épisode 21:Le Dernier Mot
- États-Unis : 13 août 2012 sur TNT
- Québec : 23 mai 2013 sur Séries+
- France : 15 juillet 2013 sur France 2

- États-Unis : 9,075 millions de téléspectateurs[32] (première diffusion)

- Ransford Doherty : Kendall
- Kathe Mazur : Substitut Andrea Hobbs
- Jon Tenney : Fritz Howard, agent spécial du FBI
- Billy Burke : Phillip Stroh